# WaveWalker 1
Die WaveWalker 1 ist eine Hubinsel zum Einsatz in küstennahen Gewässern, die sich auf den Hubbeinen fortbewegen kann. Der Entwurf stammt von den Unternehmen Fugro Seacore aus Falmouth und Van Oord aus Gorinchem. Eigentümer der Plattform ist die WaveWalker BV, ein Joint Venture der beiden Unternehmen. Die Hubinsel wurde 2012 von Neptune Shipyards in Hardinxveld-Giessendam gebaut.
Durch Wechsel der Decksaufbauten ist die Plattform flexibel verwendbar, als Einsatzgebiete kommen Bohr-, Bagger- und Sprengarbeiten, die Verlegung von Unterseekabeln oder -pipelines sowie sonstige Arbeiten bei der Installation und Wartung von Offshorebauwerken in Frage.

## Konstruktion
Die Plattform hat acht Hubstelzen, die alle mittels einer Schienenkonstruktion horizontal verschiebbar sind. Die Stelzen haben einen Durchmesser von 1,80 m und sind jeweils 40 m lang. Die maximale Hubhöhe der Plattform beträgt 25 m. Durch die Anordnung der Stelzen ist es möglich, die Plattform im gehobenen Zustand bis zu vier Meter vor- oder seitwärts zu bewegen. Dazu werden vier Beine auf den Schienen in die gewünschte Richtung verschoben und dort abgesenkt. Danach werden die anderen vier Beine angehoben und die gesamte Plattform verschoben. Auf diese Weise können in einer Stunde bis zu 40 Meter zurückgelegt werden. Die Deckslast darf während des Schreitens 400 Tonnen nicht überschreiten.
Die Plattform misst 32 m × 32 m bei einer Seitenhöhe von 4,5 m. Die maximale Verdrängung beträgt 2400 Tonnen. In der Mitte befindet sich ein Moonpool von 17 m × 9 m, der bei Bedarf abgedeckt werden kann. An Deck befinden sich zwei Krane, ein Lagendijk-LWC900-Seilkran mit 100 Tonnen Tragkraft bei sechs Meter Ausladung und ein Lagendijk-LKB-13,0/20,0-10,0-Hydraulikkran mit 10 Tonnen Tragkraft. Auf Wunsch können Unterkünfte für bis zu 24 Personen auf Deck montiert werden. Die Klassifikation erfolgt durch den Germanischen Lloyd (GL).